# 馮媛

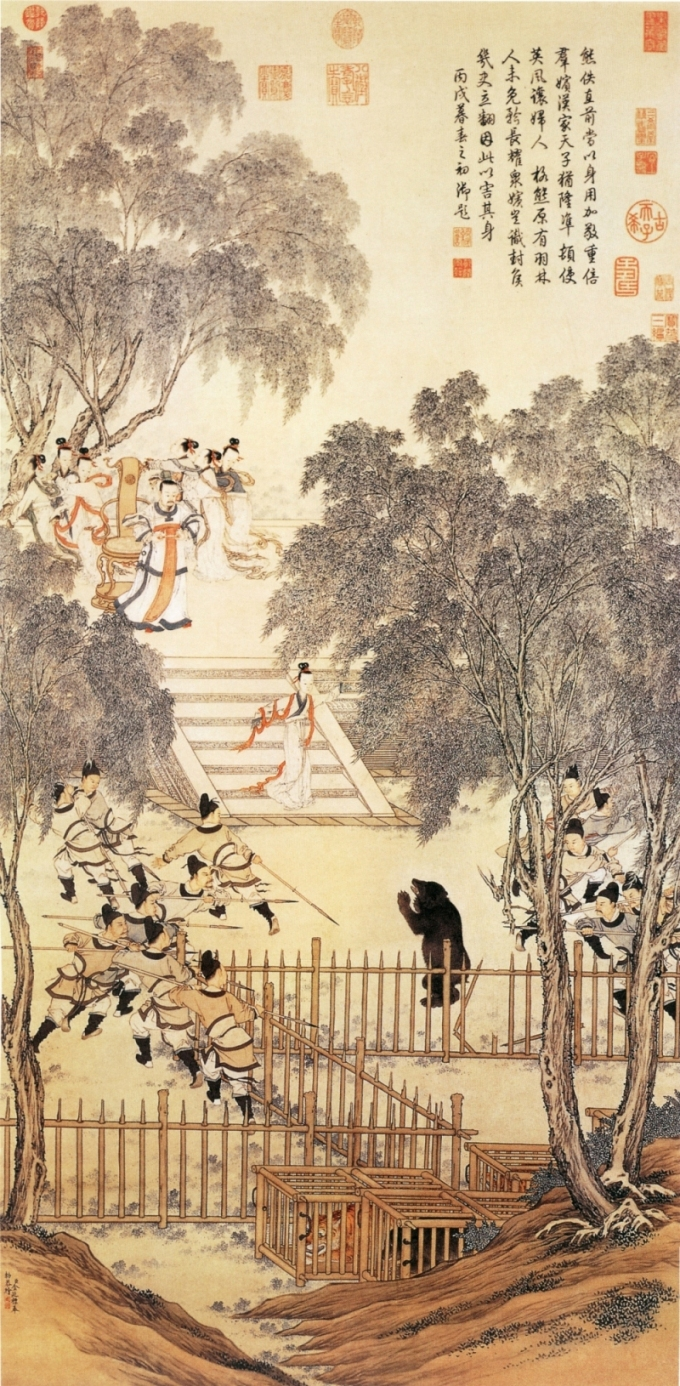
婕妤擋熊図

馮 媛（ふう えん、? - 前6年）は、前漢の元帝の昭儀（側室）で、左将軍光禄勲馮奉世の長女。平帝の祖母。

## 生涯
初元2年（前47年）、選を経て後宮に入った。初めは長使である。後に美人に進封ぜられた。元帝の子劉興（中山王）を出産すると、倢伃となった。
建昭年間、元帝は妃嬪たちを伴って動物ショーを見に行く。その時1匹の熊が檻から脱出し、観客席に飛びかかってきた。元帝の寵妃の傅倢伃を含む妃たちはみんな逃げた。馮倢伃だけが皇帝を守るためクマの行く手を体で遮る。幸いにも無事だった。元帝はこれに深い感動をおぼえたという。そして傅倢伃はそれを恥じている。その後、元帝は倢伃の上に「昭儀」を設け、馮倢伃と傅倢伃を昭儀とした。
竟寧元年（前33年）に元帝が崩御した後、信都王太后となった。母子が任国に赴いた。元延5年（前8年）、劉興が薨逝した際も、残された孫（後の平帝）を自ら養育した。孫には病があったため、しばしば祈祷を行ったという。
綏和2年（前7年）、哀帝の即位に伴って、その祖母の傅昭儀は太后の尊号を受ける。傅太后は生涯のライバルである馮媛を恨んでおり、誣告を受けると中山国の官僚たち多数の取り調べを行い、結果馮媛は毒を飲んで自害した。傅太后の使者がこれを見て、「以前クマを止める勇気があったのに、今はなくなったのか」と言って嘲弄したという。馮氏一族のうちの17人が殺害された。
哀帝が崩御した後。孫の平帝が即位した。傅太后は太后の位から王母へ追廃された。自身も名誉を回復された。

## 史料
- 『漢書』外戚伝下